# Mindesmærke for frivillige og faldne
Mindesmærke for frivillige og faldne er et monument, der er opsat ved Smedelinien på Kastellet i København. Monumentet er opsat til minde om de 28 nordmænd, svenskere og finner, der blev dræbt eller såret, da de hjalp Danmark under de slesvigske krige i 1848-1850 og 1864. Monumentet er skabt af Anders Bundgaard og forestiller et symbolsk gravkammer. Foran det står en kvindefigur, der holder et spyd og en Dannebrogsfane. På soklen under figuren er der en inskription og de tre lande våbener.
Monumentet blev på initiativ af Danmarks-Samfundet, der finansierede det med en landsindsamling. De havde ønsket at få det opsat på den tidligere Pücklers Bastion i Østre Anlæg med afsløring ved Valdemarsdag i 1919. Det blev imidlertid bestemt, at den plads skulle bruges til Danmarksmonumentet, der blev flyttet dertil i 1922. Mindesmærket blev så i stedet opsat på Kastellet i 1920 i forbindelse med Sønderjyllands genforening med Danmark.